# Дерсимская резня
Дерсимская резня (Dersim Katliamı, юж. зазаки Terteley Dêsımi, курд. Komkujiya Dêrsimê) — события, происходившие в курдской провинции Дерсим (сейчас Тунджели, Турция) в 1937 и 1938 годах, когда после событий курдского восстания ВС Турции жестоко подавили его, устроив массовые погромы и чистки среди местного населения: курдов-суннитов, курдов-алевитов В результате по разным данным было убито от 13606 до 70000 гражданского населения.
23 ноября 2011 года турецкий премьер-министр Реджеп Тайип Эрдоган принёс публичные извинения за события Дерсимской резни, назвав это одним из самых трагичных событий в истории Турции. 
В 1934 году Турция приняла новый закон о переселении, целью которого было ассимиляция национальных меньшинств, проживающих в Турции. Эти меры также поощряли принудительное переселение людей внутри страны ради создания культурной однородности турецкого этноса. В 1935 году закон вступил в силу и его стали интенсивно применять в Тунджели, где в основном проживали курды-сунниты и курды—алевиты (курды-заза). Этот регион был известен своими сильными сепаратистскими настроениями, так как за последние 40 лет там произошло 11 вооружённых конфликтов.
После принятия нового закона и вступления его в силу в регионе в 1937 году начались массовые протесты. Местному губернатору было отправлено письмо, в котором выражалось недовольство относительно принятия нового закона и просьба пересмотреть его. Согласно курдским источникам, авторов письма схватили и казнили. В результате в мае группа местных жителей устроила засаду полицейского конвоя, так началась серия локальных конфликтов и восстаний.
Для подавления восстания в регион было переброшено примерно 25000 военнослужащих, к лету восстание было подавлено. Руководители восстания, в том числе Сейид Риза, были приговорены к смертной казни через повешение. Однако остатки повстанческих сил продолжали сопротивляться, и было решено удвоить количество войск в регионе. Методы подавления восстания армией были крайне жёсткими, происходило массовое убийство мирного гражданского населения, погромы деревень, массовые депортации, некоторые посёлки подвергались бомбардировке военно-воздушными силами Турции. Остатки повстанческих сил были окончательно подавлены к октябрю 1938 года.

## Жертвы
По оценке британских современников количество жертв проводимой в результате погромов турецкой армии колеблется в пределах 40000 человек, хотя некоторые историки предполагают, что это число преувеличено. По разным данным предполагается, что количество жертв было 7594, свыше 10000 или свыше 13000 гражданского населения. Примерно 3000 человек были насильственно депортированы в другие регионы.
В 2008 году во время конференции, организованной курдским подразделением ПЕН-клуба, участники пришли к заключению, что Турция виновна в геноциде и во время подавления восстания в Дерсиме было убито 50000—80000 гражданского населения.

## Версия геноцида
Большинство курдов и некоторые турки рассматривают события в Дерсиме во время подавления восстания как акт геноцида. Наиболее известным сторонником версии геноцида является турецкий академик Исмаил Бешикчи. Было высказано мнение, что в соответствии с международными законами действия турецких властей не были геноцидом, так как изначально они были направлены не на целенаправленное уничтожение населения, а на его запугивание и подавление. Другие учёные, такие как датчанин Мартин ван Бруйнессен, считают, что события в Дерсиме были актом этноцида, направленным против местных языков и национальной идентичности.
В марте 2011 года турецкий суд постановил, что действия турецкого правительства в Дерсиме не могут быть рассмотрены как акт геноцида, так как не было систематических приказов и законов, устанавливающих уничтожение местного населения.

## Официальное извинение
23 ноября 2011 года турецкий премьер министр Реджеп Тайип Эрдоган принёс публичные извинения во время телевизионной встречи своей партии в Анкаре, заявив, что события в Дерсиме являются одним из самых трагичных событий в истории Турции. Главным образом его заявление было адресовано лидеру оппозиции Кемалю Кылычдароглу. Эрдоган также отметил, что именно партия Кылычдароглу — РНП была у власти во время событий Дерсимской резни и несмотря на то, что многие турецкие политики и националисты стремятся оправдать турецкую власть тем, что это было законным ответом на восстания и терроризм в Дерсиме, факт остаётся фактом, что все действия властей были запланированы шаг за шагом.